# Nelson (còmic)
Nelson és una sèrie de còmics humorístics suïssos creats l'any 2000 per Christophe Bertschy per al diari suís Le Matin abans de ser publicats en format àlbum per l'editorial Dupuis el gener de 2004.

Christophe Bertschy va crear el diabló per a un públic més aviat adult. El personatge Nelson aparegué per primera vegada l'11 de febrer de 2001 al diari Le Matin i va atreure els lectors francòfons de Suïssa. Per aquest motiu, Le Matin va utilitzar les cent vuitanta tires per a fer un àlbum de bitò i en va vendre gairebé cinc mil còpies a Romandia. Uns anys més tard, l'autor va proposar el seu projecte a l'editorial Dupuis per a la col·lecció «Humour libre»:
| «                     | És cert que els infants es poden identificar amb Nelson, que fa totes les estúpides que somien de fer... | » |
| — Christophe Bertschy | |   |

## Argument
Un petit diabló taronja gormand i mandrós ha arribat a fer la vida impossible a Julie, una jove moderna obligada a suportar les seves bestieses. Les tires el representen en les seves bromes amb el gos Floyd, un labrador perfectament estúpid i crèdul, així com amb els dos amics d'aquest, Frolo, un gos de presa, i Sputnik, un gos petit.

### Picades d'ullet
Nelson recorda a un altre heroi animal, Garfield, de Jim Davis, a causa del seu color taronja, de la seva golafreria, de la seva mandra i de l'aparença dels còmics, però l'autor nega haver-s'hi inspirat.
| «                     | No sóc fan de Garfield. Em sembla natural que comparin la nostra feina, no m'ofenc, Garfield és una tira de format mundial, molt ben calibrada, universalment reconeguda. Prefereixo Grimmy, que per cert és més aviat groc. La comparació és inevitable, és el mateix format, el mateix tipus de personatge una mica paràsit, acompanyat d'un adult, hi ha molts punts en comú. La gent em parla d'això, però sincerament no crec que m'hi hagi inspirat, no és cosa meva, prefereixo abans Calvin i Hobbes. | » |
| — Christophe Bertschy | |   |